# Park an der Ilm
Park an der Ilm (Park ob Ilmu, kratko Ilmpark) je velik krajinski park (Landschaftspark) v Weimarju v Turingiji. Nastal je v 18. stoletju pod vplivom Johanna Wolfganga von Goetheja in ni bil veliko spremenjen iz tistega obdobja. Je del svetovne dediščine Klasični Weimar skupaj z drugimi objekti po Weimarju, ki pričajo o zgodovinskem pomenu mesta kot kulturnega središča med gibanjem weimarskega klasicizma v poznem 18. in 19. stoletju".

## Lokacija
Park leži na obeh bregovih reke Ilm v razdalji 1,0 km od dvorca na severu do predmestja Oberweimar na jugu. Park je del veliko daljše zelene poti ob reki, vključno s parkom Schloss Belvedere na severu in parkom Schloss Tiefurt. Park an der Ilm je razdeljen na Goethe-Park in Dux-Garten.

## Zgodovina
Urejanje parka se je začelo leta 1778 pod vplivom Johanna Wolfganga von Goetheja v slogu angleškega krajinskega vrta, v modifikaciji baročnega vrta. Goethe je leta 1776 kupil vrtno hišo v parku, ki zdaj nosi njegovo ime. Vzorec je bil park Wörlitz, ki ga je Goethe redno obiskoval od leta 1776 in je služil kot prizorišče njegovega romana Die Wahlverwandtschaften iz leta 1809. Po zasaditvi posebnih dreves iz leta 1778 se leta 1785 začne sistematično delo. Goethejeva hiša in nasprotna rimska hiša sta med številnimi arhitekturnimi značilnostmi parka, vključno z mostovi in spomeniki. Zasnova je bila dokončana leta 1823 s Tempelherrenhaus. Leta 1833 je bil zgrajen viseči most. Od leta 1848 do 1852 je dvorni vrtnar Eduard Petzold ustvaril pogled na Goethejevo vrtno hišo in rimsko hišo. Spomenik Shakespearu je leta 1904 postavil Otto Lessing po naročilu Deutsche Shakespeare-Gesellschaft, ustanovljenega v Weimarju leta 1864. Z doprsnimi kipi v parku so počastili tudi pesnike Louisa Fürnberga, Adama Mickiewicza, Sándorja Petőfija in Aleksandra Puškina.
V parku rastejo dragocena drevesa, večinoma lokalnih sort, nekaj pa je tudi tujih dreves, predvsem iz Severne Amerike. Leta 1993 je bilo naštetih 770 javorjev, 455 jesenov, 381 lip, 291 kostanjev in 257 gabrov, katerih povprečna starost je bila takrat od 80 do 150 let.
Od leta 1969 je za park skrbela Gartendirektion der Nationalen Forschungs- und Gedenkstätten der klassischen deutschen Literatur. Od leta 1998 je postal del svetovne dediščine Klasični Weimar.
- Parkovna arhitektura
- Dessauer Stein, 1782
- Sphinxgrotte, 1784–86
- Rimska hiša, 1791–98
- Sternbrücke, Georg Melchior Kraus
- Ochsenauge, vir Leutra
- Shakespearov spomenik Otta Lessinga
- Villa Haar
- Lisztov spomenik